# Festival du cinéma grec 1985
Le Festival du cinéma grec de 1985 fut la 26e édition du Festival international du film de Thessalonique. Elle se tint du 30 septembre au 6 octobre 1985.

## Palmarès
- Les Années de pierre : Grand Prix, meilleur réalisateur et meilleure actrice
- Topos : Prix spécial du jury, meilleur son, prix de l'Union panhellénique des critiques de cinéma (PEKK)
- Une aussi longue absence : meilleure actrice, meilleure image, meilleure actrice dans un second rôle, meilleur acteur dans un second rôle, mention spéciale de l'Union panhellénique des critiques de cinéma (PEKK)